# Lauvusjärvi
Lauvusjärvi eller Lausjärvi är en sjö i Finland. Den ligger i kommunen Kuhmo i landskapet Kajanaland, i den centrala delen av landet, 500 km nordost om huvudstaden Helsingfors. Lauvusjärvi ligger 204,8 meter över havet. Arean är 1,42 kvadratkilometer och strandlinjen är 15,38 kilometer lång. Sjön  ingår i Uleälvens huvudavrinningsområde. 